# Гюнтер, Пауль
Пауль Гюнтер (нем. Paul Günther, 24 октября 1882 — 1945) — немецкий прыгун в воду, олимпийский чемпион.
Родился в Ганновере. В 1910, 1911, 1912 и 1920 годах становился чемпионом Германии. В 1912 году на Олимпийских играх в Стокгольме он завоевал золотую медаль в прыжках с 3-метрового трамплина; также он принял участие в соревнованиях по простым прыжкам с вышки, но в них стал лишь 8-м.
В 1988 году был введен в Международный зал славы плавания.